# Basahan

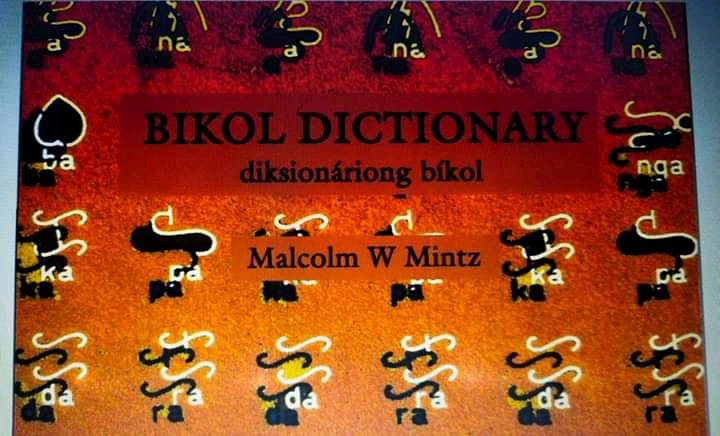
La portada del diccionario bikol de Mintz muestra el script de Basahan.

La escritura Basahan, también conocida como Guhit, es una de las escrituras antiguas de Filipinas utilizadas por los primeros nativos bicolanos antes de la conquista española.

## Alfabeto

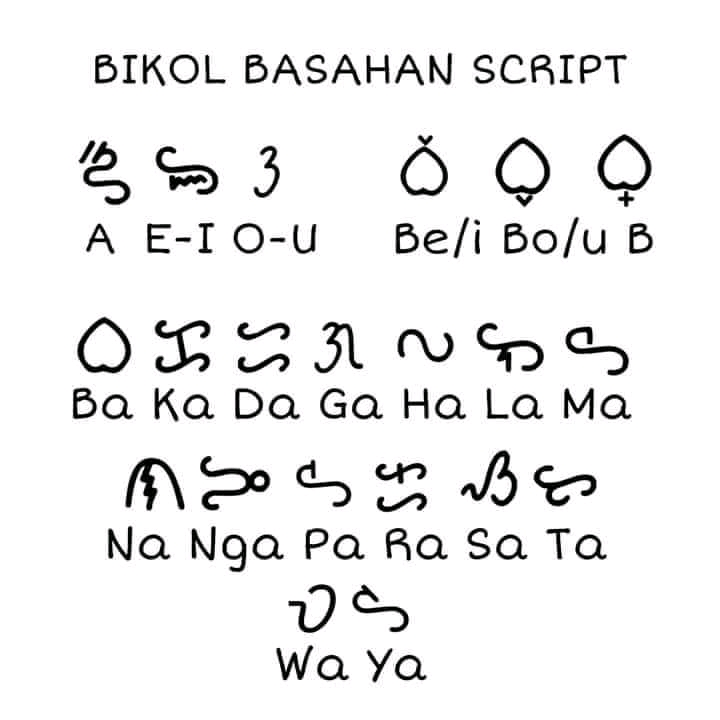
Surat guhit (basahan)

Los basahans de los bicolanos prehispánicos tienen tres vocales independientes (a, i, u) y quince consonantes (ba, ka, da, ga, ha, la, ma, na, nga, pa, ra, sa, ta, wa, ya). Esta escritura puede llamarse abúgida porque los signos representan sílabas, es decir, una consonante con una vocal.

## Forma de escribir
Según Scott, cuando, por ejemplo, el signo ba debe leerse como be o bi tiene un kaldit (un pequeño signo diacrítico en forma de "v") a la izquierda (o arriba), si tiene que leerse como bu o bo el kaldit está a la derecha (resp. a continuación). El basahan de los bicolanos más antiguos tiene un signo propio para / r / mientras que los basahans del tagalo (baybayin) e ilocano (kurdita) no lo tienen. En su tiempo, el kaldit se llamaba kaholoan u holo según Marcos de Lisboa, autor del primer diccionario de Bikol.